# Engyprosopon maldivensis
Engyprosopon maldivensis es una especie de pez de la familia Bothidae en el orden de los Pleuronectiformes.

## Hábitat
Es un pez de mar.

## Morfología
• Pueden llegar alcanzar los 12,7 cm de longitud total.

## Distribución geográfica
Se encuentra en las  costas de las Maldivas, Filipinas, Borneo, norte y noroeste de Australia, el Mar del Coral, Taiwán y el sur del Japón.